# José María Segovia de Arana
José María Segovia de Arana (Villasequilla16 de septiembre de 1919-Majadahonda, 4 de enero de 2016) fue un médico español, considerado como uno de los fundadores del "sistema de formación de posgrado en Medicina" a través del sistema MIR en España y de la especialidad de Medicina de Familia.

## Carrera académica
Destacan los siguientes hechos y fechas:
- 1939-1944: estudió Medicina en la Universidad Complutense de Madrid.
- Trabajó en la Clínica de Carlos Jiménez Díaz, obteniendo el doctorado en 1947.
- 1962: cátedra de Patología y Clínica Médica en la Universidad de Santiago de Compostela.
- 1964: fundó la Clínica Puerta de Hierro, en Madrid (centro actualmente desaparecido, se trasladó al actual Hospital Universitario Puerta de Hierro en Majadahonda). Fue el primer hospital público moderno en España.[3]
- 1971: impulsa la creación de la Universidad Autónoma de Madrid, y fue catedrático y decano de su Facultad de Medicina entre 1971 y 1979.
- 1979-1980: fue secretario de Estado para la Sanidad. Fundó el Fondo de Investigaciones Sanitarias (FIS) de la Seguridad Social.

## Otras distinciones
- Miembro numerario de la Real Academia de Ciencias Morales y Políticas, tomó posesión de la medalla 26 con un discurso titulado Biosociología del envejecimiento humano.[4]
- Miembro numerario de la Real Academia Nacional de Medicina.[5]
- Consejo Científico de la Fundación Ramón Areces.[6]
- Asimismo, desempeñó numerosos puestos de relevancia en diversos organismos nacionales e internacionales y recibió numerosas condecoraciones y reconocimientos por su prolongada y fértil actividad:[1]
- Gran Cruz de la Orden Civil de Sanidad, 1976.[7]
- Premio Rey Jaime I a la Investigación Médica en 1993.
- Gran Cruz de la Sanidad Madrileña, 2010.[8],[9]